# 존 페인 (배우)

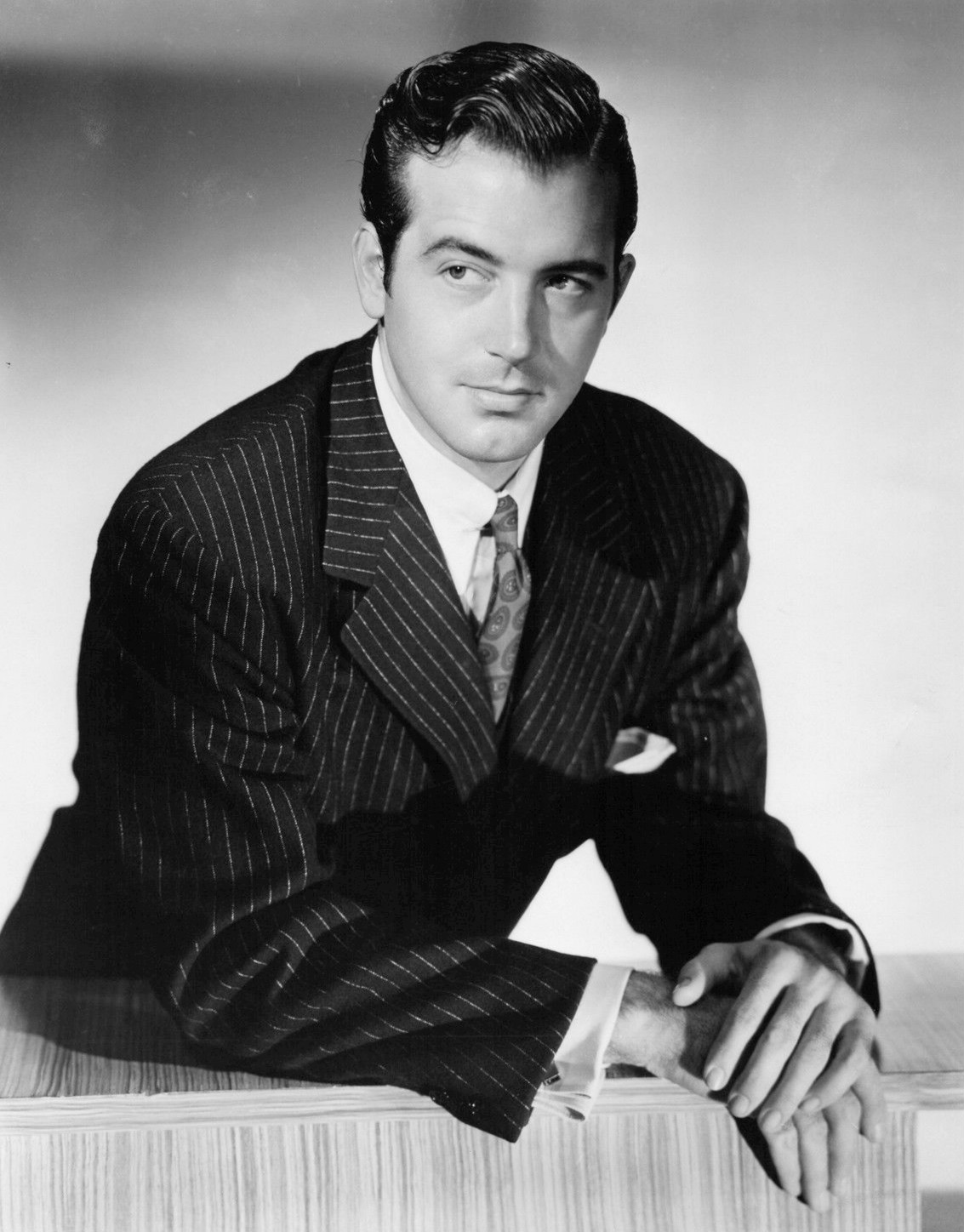

존 페인(John Payne, 1912년 5월 23일 ~ 1989년 12월 6일)은 미국의 영화 배우이다. 누아르 범죄 스토리와 20세기 스튜디오 뮤지컬 영화를 통해 주로 기억된다. 또, 34번가의 기적에서 주도적인 역할을 맡았다.

## 생애
페인은 버지니아주 로어노크에서 태어났다.
1989년 12월 6일 77세의 나이로 심부전으로 캘리포니아주 말리부에서 사망했다.

## 참여 작품
- 공작 부인 (1936년 영화)
- 리비아 상륙작전
- 아이슬란드 (영화)
- 센티멘털 저니 (영화)
- 면도날 (영화)
- 34번가의 기적
- 홀드 백 더 나이트